# Jevhen Tymošenko
Jevhen Tymošenko (in ucraino Євген Тимошенко?; Charkiv, 1988) è un giocatore di poker ucraino con cittadinanza statunitense.
“Jovial Gent” (questo è il suo nickname online) è una giovane promessa del mondo del poker internazionale, trasferitosi vicino a Seattle da bambino, ma originario di Kharkiv (Ucraina).
La sua carriera ha inizio sull'onda di entusiasmo creata dalla vittoria del Main Event WSOP da parte di Chris Moneymaker nel 2003, trionfo nato da un satellite da 50$. Così Timoshenko ha iniziato a giocare nelle poker room online, in particolare su Pokerstars, cominciando con i freeroll (tornei gratuiti), passando poi al cash game a livelli micro e crescendo man mano con l'esperienza che acquisiva.
A partire dal 2006 inizia a vincere tornei importanti, passando ai circuiti live quando aveva solo 19 anni, nel 2009. Il primo guadagno importante lo fa a Dublino, mettendosi in tasca 166.000 dollari; successivamente si sposta a Macau, scippando l'Asian Poker Tour per un totale di 500.000 dollari. Successivamente, arriva terzo ad un evento delle WSOPE (1500 dollari di iscrizione).
La sua perla, finora, è però il WPT Five Star Classic del 2009, con la quale riesce ad intascarsi ben 2.150.000 dollari.
Poco tempo dopo, partecipa al Main Event WCOOP (World Championship of Online Poker), ripagandosi appieno dei 5000 dollari d'iscrizione: primo posto e 1.715.000 dollari.